# NBA双核列表
双核，或称为双巨头/双子星，在篮球中意为一支球队中的两名核心球员，不同语境的双核不一定代表这支球队的全部核心球员。

## 分类
在不同的球队，双核类型由于两名球员的位置而有所不同。
- 双塔（Twin Towers）：由两名内线球员组成，一般是中锋与大前锋组成，也有由两名中锋或两名大前锋组成的。
- 双枪：由两名外线球员组成，由得分后卫与控球后卫组成或由小前锋与后卫组成。
- 一内一外：由一名内线球员和一名外线球员组成。
- 其它类型：因无位置篮球影响或其它情况无法归类的。

## 历史上的组合

### 双塔
- 埃德·麦考利（中锋）/鲍勃·佩蒂特（前锋）：圣路易斯老鹰（1954年–1959年）[1]
- 比尔·拉塞尔（中锋）/汤姆·海因索恩（大前锋）：波士顿凯尔特人（1956年-1965年）[1]
- 威尔特·张伯伦（中锋）/内特·瑟蒙德（中锋/大前锋）：旧金山勇士（1963年-1965年）[1]
- 罗伯特·帕里什（中锋）/凯文·麦克海尔（大前锋）：波士顿凯尔特人（1980年-1993年）[1][2]
- 卡里姆·阿卜杜勒-贾巴尔（中锋）/詹姆斯·沃西（前锋）：洛杉矶湖人（1982年-1989年）[1]
- 哈基姆·奥拉朱旺（中锋）/拉尔夫·桑普森（中锋/大前锋）：休斯顿火箭（1984年-1987年）[3]
- 摩西·马龙（中锋）/查尔斯·巴克利（大前锋）：费城76人（1984年-1986）[1]
- 比尔·兰比尔（中锋）/里克·马洪（大前锋）：底特律活塞（1985年-1989年）[2]
- 帕特里克·尤因（中锋）/查尔斯·奥克利（大前锋）：纽约尼克斯（1988年-1998年）[1]
- 大卫·罗宾逊（中锋）/丹尼斯·罗德曼（大前锋）：圣安东尼奥马刺（1993年-1995年）[1]
- 哈基姆·奥拉朱旺（中锋）/查尔斯·巴克利（大前锋）：休斯顿火箭（1996年-2000年）[1]
- 大卫·罗宾逊（中锋）/蒂姆·邓肯（大前锋）：圣安东尼奥马刺（1997年-2003年）[2][1]
- 弗拉德·迪瓦茨（中锋）/克里斯·韦伯（大前锋）：萨克拉门托国王（1998年-2004年）[1]
- 本·华莱士（中锋）/拉希德·华莱士（大前锋）：底特律活塞（2003年-2006年）[2]
- 安德鲁·拜纳姆（中锋）/保罗·加索尔（大前锋）：洛杉矶湖人（2008年-2013年）[2]
- 布雷克·格里芬（大前锋）/德安德烈·乔丹（中锋）：洛杉矶快船（2009年-2018年）[1]
- 马克·加索尔（中锋）/扎克·兰多夫（大前锋）：孟菲斯灰熊（2009年-2017年）[1]
- 德马库斯·考辛斯（中锋）/安东尼·戴维斯（大前锋）：新奥尔良鹈鹕（2017年-2018年）[4]
- 鲁迪·戈贝尔（中锋）/卡尔-安东尼·唐斯（中锋/大前锋）：明尼苏达森林狼（2022年-2024年）[5]

### 双枪
- 杰里·韦斯特（后卫）/埃尔金·贝勒（小前锋）：洛杉矶湖人（1960年-1972年）[6]
- 亚历克斯·英格利希（小前锋）/奇奇·范德维奇（小前锋）：丹佛掘金（1980年-1984年）[6]
- 克莱德·德雷克斯勒（锋卫摇摆人）/特里·波特（控球后卫）：波特兰开拓者（1985年-1995年）[7]
- 伊塞亚·托马斯（控球后卫）/乔·杜马斯（得分后卫）：底特律活塞（1985年-1994年）[7]
- 迈克尔·乔丹（后卫）/斯科蒂·皮蓬（小前锋）：芝加哥公牛（1987年-1993年，1995年-1998年）[7]
- 格兰特·希尔（小前锋）/杰里·斯塔克豪斯（锋卫摇摆人）：底特律活塞（1998年-2000年）[6]
- 卡梅隆·安东尼（小前锋）/阿伦·艾弗森（得分后卫）：丹佛掘金（2006年-2008年）[6]
- 凯文·杜兰特（小前锋）/拉塞尔·威斯布鲁克（控球后卫）：俄克拉荷马雷霆（2008年-2016年）[6][7]
- 斯蒂芬·库里（控球后卫）/克雷·汤普森（得分后卫）：金州勇士（2011年-2024年）
- 德玛尔·德罗赞（锋卫摇摆人）/凯尔·洛瑞（控球后卫）：多伦多猛龙（2012年-2018年）[8]
- 约翰·沃尔（控球后卫）/布拉德利·比尔（得分后卫）：华盛顿奇才（2012年-2020年）
- 达米恩·利拉德（控球后卫）/c·j·麦科勒姆（得分后卫）：波特兰开拓者（2013年-2022年）
- 斯蒂芬·库里（控球后卫）/凯文·杜兰特（小前锋）：金州勇士（2016年-2019年）[7]
- 詹姆斯·哈登（得分后卫）/克里斯·保罗（控球后卫）：休斯顿火箭（2017年-2019年）
- 詹姆斯·哈登（得分后卫）/拉塞尔·威斯布鲁克（控球后卫）：休斯顿火箭（2019年-2020年）

### 一内一外
- 比尔·拉塞尔（中锋）/鲍勃·库西（控球后卫）：波士顿凯尔特人（1956年-1963年）[7]
- 威尔特·张伯伦（中锋）/保罗·阿里金（小前锋）：费城勇士（1959年-1962年）[6]
- 威利斯·里德（中锋）/沃尔特·弗雷泽（控球后卫）：纽约尼克斯（1967年-1974年）[7]
- 威尔特·张伯伦（中锋）/杰里·韦斯特（后卫）：洛杉矶湖人（1968年-1974年）[7]
- 戴夫·考恩斯（中锋）/约翰·哈夫利切克（锋卫摇摆人）：波士顿凯尔特人（1970年-1978年）[7]
- 卡里姆·阿卜杜勒-贾巴尔（中锋）/奥斯卡·罗伯逊（控球后卫）：密尔沃基雄鹿（1970年-1974年）[7]

- 卡里姆·阿卜杜勒-贾巴尔（中锋）/魔术师约翰逊（控球后卫）：洛杉矶湖人（1979年-1989年）[7]
- 凯文·麦克海尔（大前锋）/拉里·伯德（小前锋）：波士顿凯尔特人（1980年-1992年）[7]
- 摩西·马龙（中锋）/朱利叶斯·欧文（小前锋）：费城76人（1982年-1986年）[7]
- 卡尔·马龙（中锋）/约翰·斯托克顿（控球后卫）：犹他爵士（1985年-2003年）[7]
- 肖恩·坎普（大前锋）/加里·佩顿（控球后卫）：西雅图超音速（1990年-1997年）[7]
- 查尔斯·巴克利（大前锋）/凯文·约翰逊（控球后卫）：菲尼克斯太阳（1992年-1996年）[7]
- 沙奎尔·奥尼尔（中锋）/安芬尼·哈达威（双能卫）：奥兰多魔术（1993年-1996年）[7]
- 哈基姆·奥拉朱旺（中锋）/克莱德 ·德雷克斯勒（锋卫摇摆人）：休斯顿火箭（1995年-1998年）[7]
- 沙奎尔·奥尼尔（中锋）/科比·布莱恩特（锋卫摇摆人）：洛杉矶湖人（1996年-2004年）[6]
- 安东尼·沃克（前锋）/保罗·皮尔斯（小前锋）：波士顿凯尔特人（1998年-2003年）[6]
- 德克·诺维茨基（大前锋）/史蒂夫·纳什（控球后卫）：达拉斯小牛（1998年-2004年）[7]
- 蒂姆·邓肯（大前锋）/托尼·帕克（控球后卫）：圣安东尼奥马刺（2001年-2018年）[7]
- 姚明（中锋）/特雷西·麦克格雷迪（锋卫摇摆人）：休斯顿火箭（2004年-2010年）[6]
- 克里斯·韦伯（大前鋒）/阿伦·艾弗森（得分后卫）：费城76人（2005年-2006年）[6]
- 保罗·加索尔（大前锋）/科比·布莱恩特（锋卫摇摆人）：洛杉矶湖人（2007年-2014年）
- 布雷克·格里芬（大前锋）/克里斯·保罗（控球后卫）：洛杉矶快船（2011年-2017年）

### 其它
- 勒布朗·詹姆斯（前锋/控球前锋）/德维恩·韦德（后卫）：迈阿密热火（2010年-2014年）[6]
- 勒布朗·詹姆斯（前锋/控球前锋）/凯里·欧文（后卫）：克利夫兰骑士（2014年-2017年）
- 科怀·伦纳德（前锋）/保罗·乔治（前锋）：洛杉矶快船（2019年-2024年）

## 正存在的组合

### 双塔
- 贾勒特·艾伦（中锋）/埃文·莫布利（中锋/大前锋）：克利夫兰骑士（2021年-今）[9]

### 双枪
- 多诺万·米切尔（得分后卫/控球后卫）/达柳斯·加兰：（控球后卫）克利夫兰骑士（2022年-今）[10]
- 卢卡·东契奇（后卫）/凯里·欧文（后卫）：达拉斯独行侠（2023年-2025年）
- 凯文·杜兰特（小前锋）/德文·布克（后卫）：菲尼克斯太阳（2023年-今）[11]

### 一内一外
- 尼古拉·约基奇（中锋）/贾马尔·穆雷（后卫）：丹佛掘金（2016年-今）
- 巴姆·阿德巴约（中锋）/吉米·巴特勒（小前锋）：迈阿密热火（2019年-今）
- 乔尔·恩比德（中锋）/泰瑞斯·马克西（后卫）：费城76人（2020年-今）
- 扬尼斯·阿德托昆博（大前锋）/达米恩·利拉德（后卫）：密尔沃基雄鹿（2023年-今）
- 多曼塔斯·萨博尼斯（中锋/大前锋）/德玛尔·德罗赞（锋卫摇摆人）：萨克拉门托国王（2024年-2025年）
- 帕斯卡尔·西亚卡姆（大前锋）/泰瑞斯·哈利伯顿（控球后卫）：印第安纳步行者（2024年-今）[9][11]

### 其它
- 杰森·塔图姆（前锋）/杰伦·布朗（前锋）：波士顿凯尔特人（2017年-今）
- 安东尼·戴维斯（前锋/中锋）/勒布朗·詹姆斯（大前锋/控球前锋/控球后卫）：洛杉矶湖人（2019年-2025年）[11]
- 锡安·威廉姆森（大前锋）/布兰登·英格拉姆（前锋）：新奥尔良鹈鹕（2019年-2025年）[9]